# Gare d'Allex - Grane
 (octobre 2019).
Si vous disposez d'ouvrages ou d'articles de référence ou si vous connaissez des sites web de qualité traitant du thème abordé ici, merci de compléter l'article en donnant les références utiles à sa vérifiabilité et en les liant à la section « Notes et références ».
La gare d'Allex - Grane est une gare ferroviaire française fermée de la ligne de Livron à Aspres-sur-Buëch, située sur le territoire de la commune d'Allex, dans le département de la Drôme en région Auvergne-Rhône-Alpes.
Mise en service en 1871, elle est fermée en 1972.

## Situation ferroviaire
Établie à 145 mètres d'altitude, la gare d'Allex - Grane est située au point kilométrique (PK) 8,921 de la ligne de Livron à Aspres-sur-Buëch, entre les gares de Pont-de-Livron et de Crest..

## Histoire
La gare d'Allex est mise en service le 25 septembre 1871 par la Compagnie des chemins de fer de Paris à Lyon et à la Méditerranée (PLM), lorsqu'elle ouvre à l'exploitation la section de Livron à Crest de sa ligne de Livron à Aspres-sur-Buëch.
Le 17 juillet 1882, le conseil municipal de Grâne demanda que la gare fût dénommée à l'avenir Allex - Grane.
La gare est fermée le 6 mars 1972 lors de la suppression du service omnibus sur la ligne, et son bâtiment voyageurs est démoli dans les années 1980.
En revanche l’ancien hôtel-restaurant de la gare d’Allex a été restauré et se nomme désormais la gare des Ramières (mais plus aucun train ne s'y arrête).